# Фредерика Баденская
Фредерика Доротея Вильгельмина Баденская (нем. Friederike Dorothea Wilhelmine von Baden, швед. Fredrika av Baden; 12 марта 1781, Карлсруэ — 25 сентября 1826, Лозанна) — принцесса Баденская, супруга короля Швеции Густава IV Адольфа.

## Биография

### Семья
Принцесса Фредерика Доротея Вильгельмина была четвёртым ребёнком и четвёртой дочерью в семье Карла Людвига Баденского и Амалии Гессен-Дармштадтской. Как и все дети наследного принца, получила достойное образование, блестяще говорила по-французски. Так как её дед, маркграф Карл Фридрих, не был богат, семья жила в довольно скромной обстановке.

### Российское сватовство
Фредерика Доротея и её старшая сестра Луиза Мария Августа повторили судьбу своей матери, которая вместе с сёстрами Вильгельминой и Луизой рассматривалась в 1772 году в качестве невесты для великого князя Павла. В 1790 году на баденских принцесс обратила внимание императрица Екатерина II, желавшая женить старшего внука Александра. Она поручила графу Н. П. Румянцеву посетить Карслруэ с целью «… увидеть дочерей наследного принца Луизу-Августу, 11 лет, и Фредерику-Доротею, 9 лет». Кроме внешнего вида императрицу интересовали «воспитание, нравы и душевные дарования сих принцесс». Два года граф Румянцев наблюдал за принцессами «с крайней осторожностью, никого не компрометируя и колико можно меньше гласно». Убедившись, что семья принцесс не против возможного брака, в конце 1792 года императрица Екатерина пригласила мать с двумя дочерьми в Петербург. Однако наследная принцесса Амалия отказалась «появляться на зрелище, где сама была бы выставлена», сославшись на невозможность оставить супруга одного. Согласно пожеланию императрицы принцесс сопровождали графиня Шувалова и тайный советник С. Ф. Стрекалов.
31 октября 1792 года принцессы прибыли в Санкт-Петербург. Будущая императрица Елизавета Алексеевна вспоминала: «Мы с сестрой Фредерикой приехали между 8 и 9 часами вечера. … пользуясь темнотой, я быстро взяла руку сестры, и, по мере приближения, мы всё больше и больше сжимали друг другу руки, и этим выражали чувства, волновавшие наши души».
Принцессы были представлены императрице и всей семье. Спустя несколько недель выбор великого князя Александра пал на старшую из принцесс, Луизу Марию Августу. 10 мая 1793 состоялось их обручение. В августе принцесса Фредерика, жившая с сестрой в Царском Селе, вернулась домой. Графиня В. Н. Головина вспоминала в своих «Записках»: «… После разрывающих душу прощаний великая княжна вскочила в карету к сестре в то время, когда дверцы уже закрывались, и, поцеловав её ещё раз, поспешно вышла…».

### Брак
В 1797 году шведский король Густав IV Адольф просил руки принцессы Фредерики Доротеи. Об этом решении он уведомил и императора Павла, передав ему письмо через посла Стединга. Щекотливость ситуации состояла в том, что ещё в 1796 году едва не состоялось обручение Густава и старшей дочери императора, великой княжны Александры Павловны. Главным препятствием стал вопрос о сохранении Александрой Павловной православного вероисповедания. Принцесса Амалия пыталась уверить русский двор, что это обручение произошло без каких-либо интриг баденского дома: «Императрица не ответила на письмо коим я известила её о браке Фредерики. Я надеюсь, однако, что она не лишит меня своих милостей: я этого не заслужила, так как с моей стороны не было сделано ни малейшего шага. Я только не ответила отказом. Это было бы невозможно, за это меня осудил бы весь свет». Однако императорская семья восприняла этот шаг очень болезненно и даже обвиняла великую княгиню Елизавету Алексеевну в расстройстве помолвки великой княжны и устройстве брака сестры.
Бракосочетание состоялось 31 октября 1797 года в Стокгольме. В 1800 году Фредерика Доротея была коронована. Графиня Головина писала: «Увы, её судьба, хотя и блестящая, подвергла её многим испытаниям, и корона, возложенная на её голову, была покрыта шипами».
В её честь были названы три города в Шведской Лапландии — Фридерика (1799), Доротея (1799), Вильгельмина (1804). Эти города и поныне носят эти имена.

### Последние годы
В марте 1809 года король Густав IV Адольф был свергнут. Желая сохранить корону за сыном, король 29 марта отрёкся от престола, однако 10 мая риксдаг объявил, что он и все его потомки лишаются права занимать шведский престол. Ему было оставлено его собственное состояние и назначена пожизненная рента. В декабре 1809 года королевская семья выехала в Германию и обосновались в Бадене. Однако отношения между супругами стали портиться, и в 1810 году они разъехались. Формальный развод состоялся в 1812 году.
Последние годы Фредерика Доротея много путешествовала, используя имя графини Иттербург (Itterburg). Она умерла в Лозанне от сердечно-сосудистого заболевания и была похоронена в монастырской церкви в Пфорцхайме.

## Дети
- Густав (1799—1877) — в 1830 году женился на своей двоюродной сестре Луизе Амалии Баденской;
- София Вильгельмина (1801—1865) — супруга великого герцога Леопольда Баденского;
- Карл Густав (1802—1805);
- Амалия Мария Шарлотта (1805—1853) — не замужем;
- Сесилия (1807—1844) — супруга великого герцога Фридриха Августа I Ольденбургского.

## Награды
- ноябрь 1792 — Орден Святой Екатерины[8]

## В литературе
- В 2009 году вышла книга Софьи Привалихиной «Её Величество королева Швеции Фридерика (1781—1826)»[9]